# Strategic Airlines
Strategic Airlines S.A. war eine luxemburgische Charterfluggesellschaft mit Sitz in Luxemburg-Stadt und Basis auf dem Flughafen Luxemburg.

## Geschichte
Die luxemburgische Strategic Airlines entstand in Konsequenz aus dem Verlust der Betriebsgenehmigung der französischen Strategic Airlines. Nach dem Verlust der französischen Betriebsgenehmigung entschloss sich die australische Muttergesellschaft, den französischen Ableger neu in Luxemburg zu gründen und dort ein Zertifikat für den Flugzeugbetrieb zu beantragen, die Airbus A320 der französischen Strategic Airlines sollten dann unter luxemburgischem Kennzeichen fliegen und auf dem Flughafen Luxemburg stationiert werden. Die luxemburgische Betriebsgenehmigung wurde erteilt, woraufhin die französische Strategic-Tochter ab Oktober 2010 wieder flog. Anfänglich blieben zwei der drei Flugzeug in Paris-Charles-de-Gaulle stationiert, während nur ein Flugzeug in Luxemburg seine Basis hatte.
Der Flugbetrieb wurde mit zunächst mit einem Airbus A320-200 mit dem neuen Luftfahrzeugkennzeichen LX-STA wieder aufgenommen, jedoch wurde die Flotte zum Sommer 2011 hin verstärkt und somit die zwei weiteren Airbus A320 des französischen Vorgängers (LX-STB und LX-STC) reaktiviert und in die Flotte integriert.
Obwohl die Gesellschaft ihren Sitz in Luxemburg hatte, wurden im Sommer 2011 alle Flüge ab der Basis auf dem Gatwick Airport bei London durchgeführt, hauptsächlich zu Zielen in Griechenland. Im Sommer 2011 kam es auch bei Strategic in Luxemburg zu Skandalen, als man bemerkte, dass es insgesamt nur 35 Arbeitsverträge gab, während Strategic Airlines behauptete, sie habe 50 Angestellte. Man spekulierte, dass einige Angestellte ohne Arbeitsverträge angestellt waren. Daneben wurden auch Unregelmäßigkeiten zu Beginn der Betriebsaufnahme vermutet. Strategic bestritt, dass es Personal ohne Arbeitsverträge einsetzte.
Die Tatsache, dass eine Fluggesellschaft, die ihre französische Betriebsgenehmigung wegen Sicherheitsbedenken verloren hatte, nur wenige Wochen später wieder mit einer Betriebsgenehmigung aus Luxemburg an den Start gehen konnte, führte zu Kritik an der Luxemburger Luftfahrtbehörde. Diese verteidigte sich damit, dass der Antrag bereits vor dem Verlust des französischen Zertifikats gestellt wurde und dass die Behörde Strategic Airlines einer stärkeren Prüfung unterzogen hatte, die keine Beanstandungen zuließ.
Ende 2011 geriet Strategic Airlines Luxemburg erneut negativ in lokale Schlagzeilen. Grund dafür waren die ab dem 15. November im Auftrag der NATO für Militärtransporte aufgenommenen Flugverbindungen nach Erbil im Irak und vor allem Kabul in Afghanistan. Die Crews mussten die Flüge durchführen und waren dabei nicht gefragt worden, ob sie für solche Einsätze bereitständen, sondern wurden einfach den Flügen zugeteilt. Mit den Gewerkschaften war ebenfalls nicht darüber geredet worden.
Air Australia, die australische Muttergesellschaft und andere Gesellschaften der Gruppe gingen Anfang 2012 in Insolvenz, woraufhin die hoch verschuldete Air Australia – die frühere australische Strategic Airlines – den Betrieb einstellte. Die luxemburgische Tochter war jedoch von der Schließung der Dachgesellschaft nicht betroffen.
Im Oktober 2012 musste Strategic Airlines S.A. aus finanziellen Gründen den Flugbetrieb einstellen, da ein wichtiger Chartervertrag, der zwei der drei Airbus A320 betraf, verloren gegangen war und die Fluggesellschaft keine neue Beschäftigung für die freigewordenen Kapazitäten finden konnte.

## Flotte
Mit Stand Mai 2012 bestand die Flotte der Strategic Airlines aus drei Flugzeugen:
- 3 Airbus A320-200